# Фантезе (Бриндизи)
Фантезе (итал. Fantese) је насеље у Италији у округу Бриндизи, региону Апулија.
Према процени из 2011. у насељу је живело 25 становника. Насеље се налази на надморској висини од 349 м.